# Cyclopodia albertisii
Cyclopodia albertisii är en tvåvingeart som beskrevs av Camillo Rondani 1878. Cyclopodia albertisii ingår i släktet Cyclopodia och familjen lusflugor. Inga underarter finns listade i Catalogue of Life.